# Distretto di Dangam
Il distretto di Dangam è un distretto dell'Afghanistan appartenente alla provincia del Konar. Conta una popolazione di 15.509 abitanti (dato 2003).